# 올랜도 브라운
올랜도 브라운(Orlando Brown, 1987년 12월 4일 ~ )은 미국의 배우이다.

## 출연 작품
- 스트레이트 아웃 오브 컴턴 (2015)
- 크리스마스 인 콤프턴 (2012)
- 더 프라우드 패밀리 무비 (2005)
- 댓츠 소 레이번 (2003)
- 에디의 백만달러 요리 경연대회 (2003)
- 맥스 키블의 대반란 (2001)
- 투 오브 어 카인드 (1998)
- 더 제이미 폭스 쇼 (1996)
- 쫄병 길들이기 (1995)